# Steyr-Daimler-Puch Spezialfahrzeug GmbH
Steyr-Daimler-Puch Spezialfahrzeug GmbH, österrikisk tillverkare av försvarsmateriel
Steyr-Daimler-Puch Spezialfahrzeug GmbH var tidigare en del av Steyr-Daimler-Puch innan företaget såldes av och blev självständigt. Idag ingår det i den amerikanska försvarsindustrin General Dynamics Corporation. Företaget räknar sitt ursprung i de tre företag som från 1934 bildade Steyr-Daimler-Puch: Österreichische Waffenfabrik (Steyr-Werke), Austro-Daimler och Puch. 